# Neil Johnson (regizor)
Neil Brook Johnson (n. 26 iulie 1967, Southampton, Anglia) este un producător britanic de film și muzică, regizor, care este cel mai bine cunoscut pentru lunga sa colaborare cu trupa de heavy metal Manowar.

## Filmografie
- 1997 — Demons In My Head
- 2000 — To Become One
- 2005 — Battlespace
- 2006 — March of the Nephilim
- 2007 — Bipolar Armageddon
- 2009 — Humanity's End